# بالوفلوكساسين
بالوفلوكساسين Balofloxacin  هو (اسم دولي غير مسجل الملكية) من قبل منظمة الصحة العالمية (WHO). يصنف من المؤثرات التي تقلل من نمو أو تكاثر البكتيريا. عبارة عن مضاد حيوي من زمرة الفلوروكوينولونات . يباع تحت اسم العلامة التجارية Q-Roxin في كوريا.

## الخواص

### الاسم العلمي
1- cyclopropyl-6-fluoro-8-methoxy- 7-[3-(methylamino)piperidin-1-yl]-4-oxoquinoline-3-carboxylic acid

### الصيغة الكيميائية
C20H24FN3O4

### الوزن الجزيئ
389.42  g/mol

## الاستعمال الطبي
هذا الدواء هو مضاد حيوي الكينولون، يوصف لالتهاب العين المعدي والتهاب الجيوب الأنفية والتهاب الشعب الهوائية المزمن، والتفاقم الحاد والالتهاب الرئوي المكتسب من المجتمع، والتهابات الجلد. والتهابات الجلد والتهاب الشعب الهوائية المزمن.

## الحركية الدوائية
بعد تناوله عن طريق الفم، يتم امتصاصه جيدا وكذلك توزيعه. لا يتم استقلاب الدواء في المقام الأول عن طريق الانزيمات الكبدية. نصف عمر الانتهائي يدور حول 7 - 8 ساعات.

## آلية العمل
يعمل عن طريق تثبيط انزيم الدنا جيراز, اللازم لعملية تضاعف الدنا الجرثومي، فعال ضد الجراثيم

## الآثار الجانبية
اضطرابات الجهاز الهضمي، والاعتلال العصبي المحيطي، والحساسية للضوء، والدوخة، والحمى وآلام البطن والصداع والصرع والفائقة أضافة العدوى الفطرية، والتهيج عندما يطبق على الصعيد المحلي.

## موانع الاستعمال
مانع الاستعمال في المرضى الذين لديهم فرط حساسية للدواء والنساء الحوامل والأم المرضع والأطفال والرضع.

## شروط التخزين
يجب تخزينه في درجة حرارة الغرفة.